# Bartolomé de Oteiza
Fray Bartolomé de Oteiza fue el último abad del monasterio de Santa María la Real de Fitero y último presidente de la Diputación del Reyno de Navarra de 1831 a 1834.

## Biografía
Nacido como Xavier Cosme Damián Oteiza y Sanz fue bautizado en la iglesia parroquial de Fustiñana (Navarra) el 28 de septiembre de 1774.  Hijo de Xavier Oteiza Velasco y de Fermina Sanz Vitas, ingresó en el monasterio de Santa María la Real de Fitero (Navarra) llegando a profesar como monje cisterciense con el nombre de fray Bartholomé de Oteyza con dieciséis años cumplidos.

### Guerra de la Independencia
La vida monástica de fray Bartolomé así como de los 33 monjes con los que contaba el monasterio en 1808 -regulada por la norma del "ora et labora"- se vio turbada por los graves acontecimientos de la Guerra de la Independencia.  El Monasterio de Fitero, como las villas y pueblos de la comarca,  tuvieron que contribuir al sostenimiento de los ejércitos de ambos contendientes, realizando diversos e importantes pagos tanto en dinero en efectivo como en especie

#### Primera exclaustración: en Fustiñana
En virtud de un decreto del gobierno bonapartista que obligaba a la exclaustración, los monjes tuvieron que dejar el monasterio el 18 de julio de 1809  y no regresaron hasta el 22 de julio de 1814, finalizada la guerra.  Durante estos 5 años, fray Bartolomé vivió con su familia en Fustiñana, adscrito como clérigo exclaustrado en su parroquia  natal.  Su firma aparece tanto en los libros sacramentales de la parroquia de estos años como en documentos del archivo municipal ya que ejerció de mediador en un conflicto de lindes de tierras con la villa vecina de Cabanillas. Inscrito en el censo de la villa como uno de los tres clérigos con los que contaba Fustiñana en 1811 gozó de los plenos derechos de vecindad al recibir como uno más, en el reparto que se hace en 1813 de la nueva tierra cultivable del Soto-Prior, la suerte número 79.
Años más tarde, intercedería ante la reina Isabel II y las Cortes en el pleito que enfrentaba a los concejos y vecinos que riegan del Canal de Tauste (Cabanillas, Fustiñana, Buñuel y Tauste) con la Dirección del Canal por la contribución de 1/5 o 1/6 de la cosecha como pago por el regadío.  Fray Bartolomé de Oteiza defendió los derechos originarios de los municipios y sus habitantes.   

### Prior del Monasterio de Fitero
De vuelta al monasterio en el verano de 1814,  la comunidad monástica se reorganiza eligiendo a fray Bartolomé de Oteiza como prior y presidente mayor. Así consta en el informe que él mismo, como presidente mayor del monasterio, presentó el 24 de diciembre de 1814 ante la Diputación de Navarra, conteniendo una relación pormenorizada de los perjuicios que este conflicto le había ocasionado a su monasterio de Fitero. El informe destaca los pagos a ambos ejércitos y la venta de objetos de plata que había realizado el ayuntamiento de Fitero, así como los daños causados por las tropas francesas de ocupación en el propio edificio del monasterio y en diversas propiedades, entre las que también se encontraba el damnificado santuario de Yerga.   El hecho de que la comunidad monástica eligiera para este periodo de rehabilitación de la vida monástica a fray Bartolomé de Oteiza como prior, nos habla no solo de su valía personal  y ascendencia en su comunidad religiosa sino también de su competencia para sacar adelante un monasterio que había sufrido graves pérdidas. 

### Abad del monasterio de Fitero
Fue elegido Abad cuatrienal del monasterio durante varios periodos:

#### Primer y segundo periodo de Abad[14]
- El primer periodo de 4 años, desde 1819 hasta 1822. Y reelegido para un segundo periodo que fue desde 1823 hasta 1826.

#### Segunda exclaustración
Durante esta época se vivió en España el denominado "trienio liberal". Por medio de un decreto de las Cortes del 1 de octubre de 1820 se suprimió «todos los monasterios de las Órdenes monacales"  por lo que tuvieron que abandonar el monasterio del 22 de febrero de 1821.    Como abad tuvo que asumir la tarea compleja de organizar la salida de los monjes y la redacción del inventario de los bienes materiales del monasterio. Aunque no hay noticia documentada de dónde estuvo durante este año y medio, es lógico pensar que volviera a su pueblo natal, Fustiñana, con su familia.  Los monjes volvieron el 28 de agosto de 1823 y fray Bartolomé de Oteiza siguió siendo el abad por tres años más, por lo que tuvo que volver a reorganizar la vida del Císter y la gestión de los bienes patrimoniales del cenobio. 

#### Tercer periodo de Abad
- El tercer periodo[16] de abad fue de 1830 a 1834:  Durante estos años vivió el inicio de la primera guerra carlista y fue testigo de primera línea de la tensión política en Navarra entre las dos facciones: carlistas o realistas e isabelinos o liberales. Estos últimos decretaron el cierre de monasterios y conventos masculinos,  la expulsión de las órdenes[17] masculinas y  la desamortización durante el gobierno de Mendizábal.  El 21 de diciembre de 1835, el monasterio de Santa María la Real de Fitero que había sido fundado en 1140, cerró definitivamente sus puertas a la vida monástica.  Era la tercera vez que en 25 años fray Bartolomé de Oteiza, junto con su comunidad monástica, debía de abandonar el monasterio, pero esta vez fue sin retorno.

### Presidente de la Diputación del Reino de Navarra
Como abad del Monasterio de Fitero fue Diputado del Reino y presidió la Diputación del Reyno de Navarra del 24 de septiembre de 1830 al 27 de agosto de 1834, siendo el último presidente de la Diputación elegido por las Cortes del Reyno de Navarra.  Después de él y hasta la ley paccionada, de 1841,  la Diputación navarra se redujo a una entidad provincial sometida a las Cortes de Madrid y no a las Cortes del Reino.

El 11 de febrero de 1934, el general carlista Zumalacárregui declaró traidores de lesa majestad, condenando a pena de muerte y confiscación de bienes, a todos los diputados navarros:   
"a fray Bartolomé de Oteiza, presidente,  a don José María Martínez de Arizala,  a don Benito Antillón, a don José María Vidarte, al Barón de Bigüezel, a don Fulgencio Barrena, y a don José Bacetichea" 
Esta amenaza no arredró al abad de Fitero ni al resto de los diputados que, el 2 de marzo, procedieron a proclamar públicamente a Isabel II de Borbón como reina de Navarra.      Unos meses antes, en Estella (Navarra), el 15 de noviembre de 1833, los carlistas habían creado la Junta Gubernativa de Navarra, que asumía las funciones de la Diputación, proclamaron a Carlos María Isidro de Borbón como rey de Navarra y comenzaron a nombrar alcaldes.  Se produce un divorcio entre el sentimiento popular de los navarros, mayoritariamente carlista, y la actuación de la Diputación que es partidaria, al menos oficialmente, de la reina.  
El diputado Fermín Gaztelu, representante del brazo militar y realista, no muy moderado, que se había incorporado a la Diputación pocos meses antes, había pedido la dimisión del moderado fray  Bartolomé de Oteiza el 2 de agosto de 1834. Pero no prosperó su solicitud y el abad de Fitero continuó, sin casi asistir a las reuniones de la Diputación hasta presidir la sesión del día 27 de ese mismo mes, fecha en la que cesó como diputado sin que fuera reemplazado por nadie más en la que también sería la última Diputación del Reino de Navarra.  Fue disuelta definitivamente el 6 de septiembre de 1836 convirtiéndose en Diputación provincial.

#### Tercera exclaustración
Aunque el final de fray Bartolomé de Oteiza como presidente de la Diputación del Reino de Navarra fue triste y doloroso al constatar el divorcio entre el sentir popular y la obligación de su cargo,  aún es algo confuso pues se perdió entonces su pista ya que parece que no se reincorporó como abad de Fitero pues consta que este monasterio estaba a cargo de su prior, fray Esteban Cenzano, cuando pasó a manos del tudelano Melchor Azcárate, en su calidad de Comisionado Subalterno de la Oficina de Arbitrios de Amortización para la merindad de Tudela, el 11 de noviembre de 1835, como consecuencia del decreto de desamorización dictado por el Primer Ministro, Juan Álvarez Mendizábal, el 11 de octubre de 1835.   
Es muy posible que fray Bartolomé de Oteiza, esos años en los que tuvo que ejercer, además de abad del Monasterio de Fitero, de presidente de la Diputación,  se viese en una situación personal muy compleja y dolorosa:  Por un lado, representaba a la autoridad oficial y tuvo que declarar reina de Navarra a Isabel II enfrentándose con ello al sentir popular de los navarros y a una gran facción que se había declarado en guerra contra la reina y el gobierno liberal que lo sustentaba.  Por otro lado, el gobierno isabelino consideró a la Iglesia y a sus miembros, enemigos del constitucionalismo y no solo decretó la desamortización de sus bienes sino también la expulsión y prohibición de todas las órdenes religiosas masculinas.  Por lo que fray Bartolomé,  como navarro y como monje cisterciense, no le fue nada agradable ni fácil apoyar a quienes iban en contra de los derechos forales del Reyno y de la vida monástica que él también representaba.     

#### Residencia en Buñuel y fallecimiento
Enfermo y cansado, fray Bartolomé de  Oteiza, último abad de Fitero y último presidente de la Diputación del Reyno de Navarra,  pasó sus últimos meses de vida en Buñuel (Navarra),  donde falleció el 12 de agosto de 1836.  Su madre, Fermina Sanz, se había casado en segundas nupcias y se había mudado a Buñuel, el pueblo de su segundo marido con quien tuvo una hija, hermana materna de fr. Bartolomé.  Encamado y sin muchas fuerzas, dictó su testamento dejando bien claro que debían enterrarle con su hábito de monje cisterciense y cumplir con todo lo estipulado en la regla monástica.

## Cargos
- Abad del Monasterio Cisterciense de Santa María la Real de Fitero (Navarra)  de 1819 a 1826 y  de 1831 a 1834
- Diputado[24] del Reino (brazo eclesiástico)
- Presidente de la Diputación de Navarra nombrado por las Cortes de Navarra, periodo 1831-1834